# Dunkelschön
Dunkelschön est un groupe allemand de folk médiéval celtique, fondé en 2004.

## Historique
Dunkelschön est initié par Michael Kaiser et Vanessa Istvan en 2002 et 2003. Pendant cette période, ils produisent deux premiers CD qu'ils distribuent à des amis. Dunkelschön est fondé en janvier 2004 en tant que véritable groupe. En mars, il se produit pour la première fois sur scène ; le groupe est alors composé de Vanessa Istvan, Michael Kaiser, Christian Wittkopf et Björn Scheuplein.
Le premier album du groupe, Torenvart, sort en 2006 et est accueilli favorablement. Le groupe se produit dans de nombreux festivals et sort un deuxième album en 2007, Irfind. Nemeton sort en 2008. Le batteur André Straub rejoint le groupe, lequel produit son quatrième album studio, Katharsis, en 2009.

## Discographie
- 2006 : Torenvart (Curzweyhl/Rough Trade)
- 2007 : Irfind (Curzweyhl/Rough Trade)
- 2008 : Nemeton (Curzweyhl/Rough Trade)
- 2009 : Katharsis (Screaming Banshee/Al!ve)
- 2011 : Zauberwort (Screaming Banshee/Al!ve)
- 2014 : Vergehen & Werden